# Joseph Noos
Joseph François Noos (Brugge, 11 december 1766 - Calais, 25 augustus 1826) was een Frans kolonel en commandant d'armes tijdens de Eerste Franse Republiek, het Franse Keizerrijk en het herstelde Nederlandse koninkrijk.

## Levensloop
Joseph-François Noos werd in een bescheiden gezin geboren. Zijn grootvader, Jan Noos, was 'stedegarsoen' (stadsbode) en woonde in de Eekhoutstraat. Zijn ouders waren de bescheiden ambachtsman François-Charles Noos (1734-1779) en Françoise Viane. Hij had twee broers en een zus: Charles (1762-1832), François (1765-1832) en Ursula (1771-1862).
Zonder zekerheid kan men zich voorstellen dat Joseph na het overlijden van zijn vader, zodra hij er toe in staat was, een broodwinning zocht als militair. Wellicht deed hij vanaf 1787 dienst in het Zuid-Nederlandse (Oostenrijkse) leger of in het patriottenleger. Dit vermoeden wordt gesterkt doordat hij op 1 september 1791 door de Fransen werd gerekruteerd met de graad van onderluitenant, wat op enige militaire ervaring wijst.
Hij werd ingelijfd in het tweede bataljon vrijwilligers van het Franse Armée du Nord en nam deel aan de krijgsverrichtingen in de Ardennen. Op 13 januari 1793 werd hij tot luitenant bevorderd en op 6 oktober 1793 tot kapitein adjudant-majoor. Op 16 maart 1793 nam hij deel aan de Slag bij Neerwinden, waar de Franse troepen, aangevoerd door generaal Charles-François Dumouriez (1739-1823), werden verslagen door de Oostenrijkers. Hij nam op 26 juni 1794 deel aan de Slag bij Fleurus, waar de Fransen revanche namen en zegevierden over de Oostenrijkers. De Zuidelijke Nederlanden maakten voor de volgende twintig jaar deel uit van Frankrijk.
Tijdens de periode 1794-1797 was Noos kapitein bij het Armée de Sambre-et-Meuse, een samensmelting van het Armée des Ardennes en het Armée du Nord, en nam hij waarschijnlijk deel aan de inname van onder meer Doornik, Brugge, Oostende en Brussel in 1794, en van Maastricht en Aken in 1795. Vanaf 7 maart 1796 maakte hij deel uit van de 48ste lichte infanteriebrigade, die de Rijn overstak en de Oostenrijkers op Duits grondgebied bevocht.

## Onder Napoleon Bonaparte
Met dezelfde brigade diende Noos vervolgens in het Bataafse leger (1798-99) en in het Rijnleger (1800-03). Op 8 oktober 1803 werd hij vleugeladjudant van generaal Antoine Arnaud (1749-1806) en volgde hij hem naar Hannover en Holland. De generaal overleed op 11 april 1806 en Noos keerde op 25 augustus naar het 48ste linie terug. Hij nam deel aan de campagnes van 1806 en 1807 in Pruisen en Polen. Tijdens de Slag bij Eylau op 8 februari 1807 werd hij door een geweerschot aan de knie gewond en op 20 februari werd hij tot bataljonchef bevorderd in hetzelfde korps.
In 1809 maakte het 48ste linie deel uit van de Armée d'Allemagne en was het gewikkeld in gevechten in Donauwörth, Thann, Landshut en Regensburg. Tijdens de slag bij Eckmühl op 22 april 1809 werd Noos aan de hals gekwetst.
Zijn dapperheid werd beloond door een bevordering tot luitenant-kolonel en hij werd op 3 juni 1809 ingedeeld bij de 3de legerdivisie aangevoerd door generaal Jacques Puthod (1769-1837). Noos was toen 42 en streed al 18 jaren in het Franse leger. Enkele dagen later werd hij tot kolonel bevorderd om het bevel te voeren over het 15de regiment lichte infanterie. In de Slag bij Wagram op 5 en 6 juli 1809 voerde hij dit regiment aan binnen de Tweede divisie, die werd geleid door luitenant-generaal Friant (1758-1829), als onderdeel van het Derde legerkorps, dat onder het bevel stond van maarschalk Louis Nicolas Davout (1770-1823). In de loop van de gevechten werd Noos dubbel gewond: aan de linkerborst door een kanonkogel en in de linkervoet door een granaatscherf.
In 1810 werd hij met zijn troepen korte tijd ingezet in Spanje en nam hij deel aan het beleg van Ciudad-Rodrigo. Terug in Duitsland maakte hij deel uit van de Grande Armée, die oprukte tegen Rusland, met maarschalk Michel Ney (1769-1815) als bevelhebber van het Derde legerkorps. Noos vocht mee in Smolensk op 16 en 17 augustus 1812 maar aan de Slag bij de Moskowa (ook Borodino genoemd) op 7 september, nam hij geen deel: hij bleef ziek achter in Dantzig. Dit betekende meteen het einde van zijn deelname aan oorlogsverrichtingen.
Op 6 april 1813 werd hij aangesteld tot commandant d'armes of garnizoenscommandant en op 19 september in die functie benoemd in het Fort Montjouy (Barcelona). Op 6 april 1814 deed Napoleon troonsafstand en op 1 september 1814 keerde Noos naar Frankrijk terug, werd zijn eenheid ontbonden en werd hij met onbepaald verlof weggestuurd. Hij koos de zijde van koning Lodewijk XVIII en op 31 december 1814 kwam hij weer in dienst als garnizoenscommandant in Cambrai en tijdens de Honderd Dagen nog bijvoeglijk als plaatscommandant in deze stad. Hij was nadien nog lieutenant du roi de 3e classe (gelijk aan plaatscommandant) in Besançon vanaf 21 januari 1816 en in Calais vanaf 21 september 1821.

## Noblesse d’empire en Franse nationaliteit
Bij decreet van 15 augustus 1809, kort na Wagram, werd Noos tot baron de l'Empire verheven en op 11 juni 1810 werd hij in het bezit gesteld van de bevestigende patentbrieven. Hij werd ook benoemd tot ridder in het Franse Legioen van Eer in 1807 en tot officier in 1813. Door Lodewijk XVIII werd hij benoemd tot ridder in de 'Ordre de Saint-Louis'.
Noos trouwde op 16 maart 1812 met Julie von Stein. Het jaar 1815 was, na Waterloo, dat van de grote herinrichting. Fransen die verkozen in de Nederlanden te blijven vroegen de Nederlandse nationaliteit aan. Vroegere bewoners van de Oostenrijkse Nederlanden die opteerden voor Frankrijk, verkregen de Franse nationaliteit. Op 25 oktober 1815 ondertekende Lodewijk XVIII het decreet van naturalisatie van de voormalige Bruggeling Noos, die de Franse nationaliteit verkoos.
Noos was pas 59 toen hij na een korte ziekte op 26 augustus 1826 overleed. Tijdens de hete zomer van dat jaar woedde een dodelijke epidemie van vlektyfus, die zich verspreidde van Calais tot Groningen langsheen de moerasgebieden aan de Noordzeekust. Misschien was Noos er een slachtoffer van. Hij werd namelijk al enkele uren later begraven, wat voor een prominente figuur in het kleine stadje toch wel erg vlug was. De begrafenis vond plaats in de morgen van de 27ste, op het kerkhof Saint-Pierre, na een uitvaartmis in de Notre-Damekerk van Calais.
Toen het kerkhof in de loop van de twintigste eeuw werd ontruimd, werd het stoffelijk overschot van Noos herbegraven in de gemeentelijke graftombe op het nieuwe 'Cimetière du Nord', waar het nog steeds rust.